# JR貨物U50A形コンテナ
U50A形コンテナ（U50Aがたコンテナ）は、日本貨物鉄道（JR貨物）輸送用として籍を編入している 30 ft私有コンテナ（有蓋コンテナ）である。1990年度より製造された。
形式の数値 「50」は、コンテナの内容積をm3単位で丸めた呼び数値である。また形式末尾のアルファベット1桁目の表記 「A」は、コンテナの使用用途（主たる目的）が「普通品の輸送」であることを示す記号として付与されている。

## 番台毎の概要

### 30000番台
30001 - 30010（10個）
名鉄運輸所有。全高2600 mm（規格外）、総重量13.5 t。全長30 ftタイプ。片妻側一方観音開き。
30011 - 30020（10個）
日本フレートライナー所有。全長9410 mm（規格外）、総重量13.5 t。全長31 ftタイプ。片妻側一方観音開き。
30021 - 30070（50個）
福山通運所有。全長9410 mm（規格外）、総重量13.5 t。全長31 ftタイプ。片妻側一方観音開き。
30071 - 30073（3個）
日本フレートライナー所有。元コイズミ物流借受。全長9410 mm（規格外）、総重量13.5 t。全長31 ftタイプ。片妻側一方観音開き。
30074 - 30137（64個）
佐川急便所有。全長9410 mm、総重量11.5 t。ハローマーク表記（L）あり。片妻側一方観音開き。
- スーパーレールカーゴ登場時に配備された、旧式 U54A-30000〜を全て入れ替えるために登場した。将来のスワップボディ化を想定し従来のU54A型より背が低くなった。

### 38000番台
38001 - 38005（5個）
札幌通運所有。総重量19.6 t。全高2,605 mm、全長9,410 mm。ハローマーク表記（H・L）ありコキ50000形積載禁止。片妻側一方観音開き、両側フルウイング仕様。日通商事製造。
38006 - 38014（9個）
サントリーロジスティクス所有。総重量20.25 t。全高2,641 mm、全長9,410 mm。ハローマーク表記（H・L）あり。
サントリー・ユニチャームの共同利用コンテナ。コの字三方開き。総合車両製作所のブランドであるパノラマボックス仕様。
38015 - 38017（3個）
全国通運所有。コンテナ内部に電動でスライドする機械が装備されており作業の効率化が図れる他に業務負担が軽減される。
38018 - 38020（3個）
日本石油輸送所有。総重量20.25 t。全高2,641 mm、全長9,410 mm。ハローマーク表記（H・L）あり。コの字三方開き。総合車両製作所のブランドであるパノラマボックス仕様。
38021 • 38022（2個）
西尾レントオール所有。総重量20.25 t。全高2,641 mm、全長9,410 mm。ハローマーク表記（H・L）あり。コの字三方開き。総合車両製作所のブランドであるパノラマボックス仕様。
38023 - 38026（4個）
コマツ物流所有。総重量20.25 t。全高2,641 mm、全長9,410 mm。ハローマーク表記（H・L）あり。コの字三方開き。総合車両製作所のブランドであるパノラマボックス仕様。

### 39500番台
39501
日本梱包運輸倉庫所有。ハローマーク表記（H・L・W）あり。片妻側一方観音開き、両側セミウィング開き。
39502・39503
（不明）
39504 - 39506（3個）
日本梱包運輸倉庫所有。ハローマーク表記（H・L・W）あり。片妻側一方観音開き、両側セミウィング開き。
39507
（不明）
39508
センコー所有（元 日豊物流所有）。
39509 - 39513（5個）
トーリク所有。ハローマーク表記（H・L・W）あり。両側セミウィング開き。自動車部品輸送用。
- 片妻壁側の開閉口は無いめずらしいタイプ。

39514 - 39517（4個）
日本梱包運輸倉庫所有。ハローマーク表記（H・L・W）あり。片妻側一方観音開き、両側セミウィング開き。
39518・39519
（不明）
39520
中央通運所有（元 日豊物流所有）。ハローマーク表記（H・L・W・G）あり。片妻側一方観音開き、両側セミウィング開き。
39521
（不明）
39522 - 39525（4個）
トーリク所有。ハローマーク表記（H・L・W）あり。両側セミウィング開き。自動車部品輸送用。
- 片妻壁側の開閉口は無いめずらしいタイプ。（廃コンテナ）

39526 - 39533（8個）
日本梱包運輸倉庫所有。YKK AP借受。ハローマーク表記（H・L・W）あり。片妻側一方観音開き、両側セミウィング開き。
39534
日本梱包運輸倉庫所有。ハローマーク表記（H・L・W）あり。片妻側一方観音開き、両側セミウィング開き。
39535 - 39537（3個）
日本梱包運輸倉庫所有。YKK AP借受。ハローマーク表記（H・L・W）あり。片妻側一方観音開き、両側セミウィング開き。
39538・39539（2個）
中央通運所有（元オカムラ借受）。ハローマーク表記（H・L・W）あり。片妻側一方観音開き、両側セミウィング開き。
39540・39541（2個）
中央通運所有（元イトーキ借受）。ハローマーク表記（H・L・W）あり。片妻側一方観音開き、両側セミウィング開き。
39542
日本石油輸送所有。NSUトランスポート借受。ハローマーク表記（H・L・W）あり。片妻側一方観音開き、両側セミウィング開き。
39543 - 39549（7個）
日本石油輸送所有。ハローマーク表記（H・L・W）あり。片妻側一方観音開き、両側セミウィング開き。
39550 - 39552（3個）
センコー所有。ダイキン借受。ハローマーク表記（H・L）あり。片妻側一方観音開き、両側セミウィング開き。
39550のみセンコーに返却されダイキンの表記が剥がされた、
39553・39554（2個）
合通所有。ハローマーク表記（H・L）あり。片妻側一方観音開き、両側セミウィング開き。
39555
センコー所有。ハローマーク表記（H・L）あり。片妻側一方観音開き、両側セミウィング開き。
39556 - 39561（6個）
日本石油輸送所有。ヤマト運輸借受。ハローマーク表記（H・L・W）あり。片妻側一方観音開き、両側セミウィング開き。
39562 - 39589（28個）
日本通運所有。日通商事製作。片妻側一方開き、両側フルウイング仕様。
全高2,700 mm、全長9,410 mm、最大総重量20.25 t。ハローマーク表記（H・L・G）あり。
- 「BIG 14 ECO LINER 31」表記。

39590・39591（2個）
センコー所有。ハローマーク表記（H・L・W）あり。片妻側一方観音開き、両側セミウィング開き。
39592 - 39599（8個）
日本通運所有。マツダ借受。日通商事製作。片妻側一方開き、両側フルウイング仕様。
全高2,700 mm、全長9,410 mm、最大総重量20.25 t。ハローマーク表記（H・L・G）あり。自動車部品輸送用。